# Správce internetových stránek
Správce internetových stránek, nebo také webmaster (správce webových stránek), je označení pro osobu, která se stará o kvalitu webových stránek a její povinností je udržovat internetové stránky v dobrém technickém stavu. Webmaster na webu zodpovídá za dostupný obsah, funkční odkazy, kompatibilitu s webovým prohlížečem.
Označení webmaster se také často používá jako pojmenování pracovní pozice v zaměstnání.
Pokud je na webu uvedeno "kontaktujte webmastera", nejedná se o kontakt na subjekt webu, ale právě ke spojení s technickým správcem internetových stránek.